# Stands for Decibels
Stands for Decibels è il primo album in studio del gruppo musicale statunitense The dB's, pubblicato nel 1981.

## Tracce
Side 1
1. Black and White – 3:09
2. Dynamite – 2:35
3. She's Not Worried – 3:04
4. The Fight – 2:54
5. Espionage - 2:39
6. Tearjerkin' – 3:56

Side 2
1. Cycles Per Second - 3:06
2. Bad Reputation – 3:11
3. Big Brown Eyes – 1:58
4. I'm in Love – 3:29
5. Moving in Your Sleep – 4:35

## Formazione
- Chris Stamey - chitarra, voce
- Peter Holsapple - chitarra, voce
- Gene Holder - basso
- Will Rigby - batteria